# Clément Bourne
Pour les articles homonymes, voir Bourne.
Clément Bourne, né le 10 janvier 1902 à Jarcieu et mort le 15 octobre 1984 à Jarcieu, est un homme politique français.

## Biographie
Pépinièriste, Clément Bourne hérite en 1935 les pépinières de son beau-père, qui deviennent les Pépinières Guillot-Bourne.
Engagé tardivement en politique, il est élu conseiller général de l'Isère, dans le canton de Saint-Marcellin, en 1955, à l'âge de 53 ans.
En 1958, il se présente aux législatives avec le soutien du CNI. Il est élu au second tour, avec 48,8 % des voix dans le cadre d'une triangulaire.
Plus tôt que la plupart des députés de la droite modérée, Clément Bourne est critique avec la politique gouvernementale. Il dénonce notamment en juillet 1959 les « méthodes autoritaires » du pouvoir et le malaise qu'elles créent chez les parlementaires. Dès le mois de mai suivant, il vote la censure déposée par la gauche radicale et socialiste, et à nouveau  celle de juillet 1962, et fort logiquement celle d'octobre, qui entraîne la chute du gouvernement Pompidou et la tenue de législatives anticipées.
Cette évolution vers l'opposition conduit à son échec aux législatives de 1962. Largement devancé au premier tour par le candidat gaulliste Alban Fagot, qui bénéficie d'une dynamique de second tour, tandis que Clément Bourne passe de 21 % à 14 %.
Celui-ci se retire alors de la politique et se consacre à ses activités professionnelles.

## Détail des fonctions et des mandats
Mandat parlementaire
- 30 novembre 1958 - 9 octobre 1962 : Député de la 4e circonscription de l'Isère